# 特別急行列車

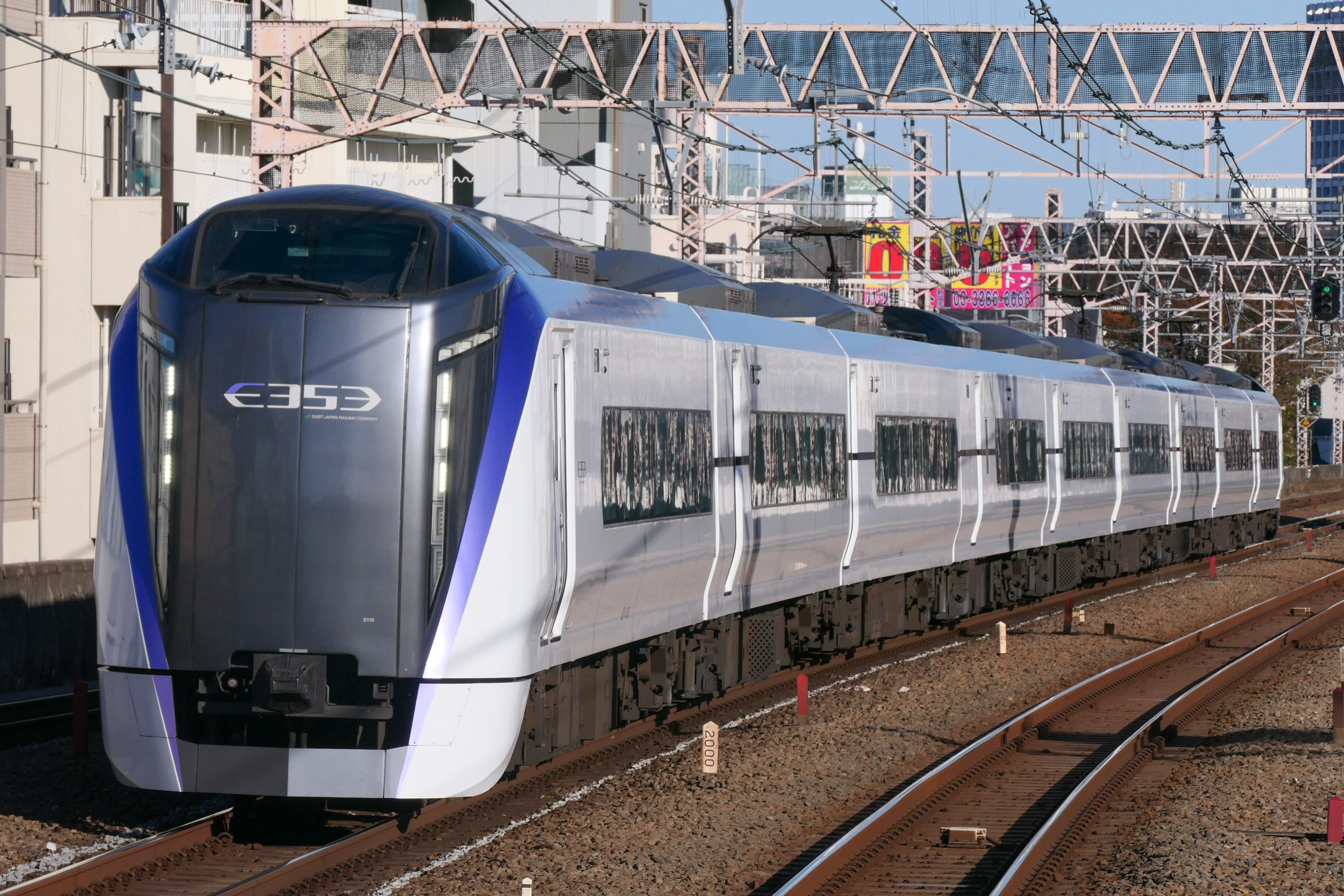
中央本線上的特急列車「甲斐路」

特別急行列車，又常簡稱為特急列車或特急（日语：／ Tokkyū），廣義上是指日本眾多列車類別中的一種，狹義上則是指急行列車中等級最高的車種。根據鐵路公司的政策差異與行駛路線的特性差別使然，不同特急列車的運行方式與停站策略也多有差異，但一般而言特急列車幾乎都是同一條路線相同起訖站的各級列車中，行車時間最短的車等。除了停站較少與行車時間最短之外，特急列車通常規劃有極高比例的劃位座位（稱為指定席）或甚至配有頭等車廂（例如JR各公司的Green car），並在標準的票價之外收取額外的車資（稱為「特急料金」）。根據這些特性，特別急行列車可以視為是歐洲各國城際列車（IC）、中國大陸等地「特快車」及台灣自強號的日本對應版本。

## 對應的英文翻譯
在日本，鐵路列車除了日文名稱外，也會賦予對應的英文列車名與車等名，用於時刻表、車上的電子看板與車內廣播等場合。針對「特別急行列車」的英文翻譯，大部分日本鐵路公司是採用「Limited Express」的稱呼方式，或簡寫為「Limited Exp.」、「Ltd. Express」、“LTD. EXP.”等，但經常還是有例外狀況。例如京王電鐵稱呼該公司旗下的特急列車為「Special Express」，而九州旅客鐵道（JR 九州）的特急列車，有時會在車身上塗上「Intercity」（城際列車）的標記。

## 收費
有些鐵路公司如JR需要附加特別費用（買特急券），而有些如京阪電氣鐵道為了競爭需要則不需要（这种不需要料金的私铁特急通常被称为“特急电车”而不是特急列车）。
JR集团所有的特急以及急行列车列车都需要特急券或急行券。但在JR的个别路線中的个别區間中只有特急列車行走（如JR北海道的石勝線 : 新夕張站 - 新得站）或該區間大多是特急列車（如JR九州的宮崎空港線：宮崎站 - 宮崎空港站），故可用普通車票乘坐特急列車的普通車自由席。

## JR、國鐵的特別急行列車

### 戰前的特急列車

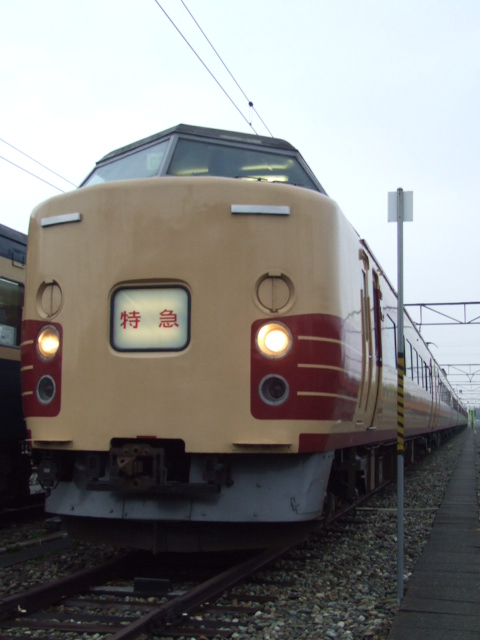
183系是日本國有鐵道時代非常廣泛使用的特別急行列車專用車輛。

在有特別急行（特急）列車之前，比急行列車更快的列車類別為「最急行」。其中，在1906年（明治39年）4月16日，國有鐵道新橋站－神戶站之間就設有「最急行1、2號列車」，乘坐此列車需要額外的車票，與現時收費特急/急行的形態相近。
「特別急行」的名稱是在最急行列車之後才出現，在1912年（明治45年）6月，「最急行 1、2號列車」的行駛區間延長，連接關釜連絡船，成為來往中國、欧洲的國際長途列車中的一班「大陸連絡列車」，新的行駛區間為新橋站－下關站之間。車廂編成包括頭等車廂、二等車廂以及最尾一卡：展望車，當時還向外宣傳「日本之國威」。在1914年（大正3年）12月，東京站啟用，1、2列車由新橋再延長至東京站。
在1923年（大正12年）7月，上述的列車增加3、4號列車，全車都是三等車廂，此列車是供給普遍大眾市民而設。在昭和年間，便新設特急列車「列車愛稱」。在戰前的特急列車，都是設定在東京以西的路線（東海道本線、山陽本線、鹿兒島本線、長崎本線）。在太平洋戰爭激烈化之際，在1944年（昭和19年）4月，特急列車「富士」也停止運行，日本的特急列車暫時消失。

##### 當時的特急列車
- 富士－在1929年（昭和4年）9月，當時的國有鐵道就把「最急行1、2號列車」命名為「富士」。為日本最初為列車班次命名的列車，當時還公開命名此列車班次，之後的「櫻」、「燕」也是公開命名。「富士」是日本戰前的重要列車，設有頭等展望車。在1942年（昭和17年）11月，關門隧道啟用，「富士」的運輸區間延長至長崎站，在翌年縮短至博多站，在1944年（昭和19年）4月停運。
- 櫻－在 1、2號 列車命名為「富士」的同時，3、4號列車則命名為「櫻」。在1942年（昭和17年）11月，此列車降級至急行列車。
- 燕－在1930年（昭和5年）10月，東京站－神戶站之間的頭、二、三等列車開始營運。新的列車把所需時間再縮短，在1934年（昭和9年）12月，來往東京站－大阪站之間的時間其需8小時，為戰前的最高記錄。在1943年（昭和18年）10月停運。
- 鷗－在1937年（昭和12年）7月，行走東京站-神戶站之間。用以幫補「櫻」、「燕」的列車。在1943年（昭和18年）2月停運。

### 戰後復活
在二戰結束後，煤、車輛與車輛保養的狀態不好，所以，特急列車未能夠與普通列車一同再次運輸，在1947年（昭和22年）1月至4月，所有急行列車都停運。之後，狀況開始得到好轉，在1949年（昭和24年）9月，東京站－大阪站之間的「和平」號列車開始營運。全程需時9小時，速度不及戰前的水平。

##### 當時的特急列車
之後，特急列車再次在各線出現與加班。以下是在戰後至60年代的特急列車：（不包括新幹線列車）
- 燕、鴿子－在1950年（昭和25年）1月，在上述「和平」號列車開始營運後3個月便改名為「燕」號列車。同年6月，同區間的姊妹列車「鴿子」啟用。更在同年10月，東京站－大阪站之間的所需時間縮短至戰前的8小時，在1956年（昭和31年）11月更縮短至7小時30分鐘。後述的「回聲」登場後停運。
- 朝風－在1956年（昭和31年）11月，東京站－博多站之間的戰後第一架夜行寢台特急列車登場。在關西圈的深夜時間通過。在2年後，即是1958年（昭和33年）10月便使用新型的20系客車，為日本第一架「藍色列車」。
- 初雁－在1958年（昭和33年）10月，上野站－青森站之間，是第一架由東京向北出發的特急列車。當初的是使用鐵路機車與客車，在2年後的1960年（昭和35年）12月，便使用日本第一架柴油動車組作為特急列車用。在1968年（昭和43年）10月，便使用電力動車組行駛。
- 回聲－在1958年（昭和33年）11月，東京站-大阪站之間使用電力動車組的特急列車登場。比當時同區間使用機車牽引的所需時間還要快40分鐘，用時6小時50分鐘。1960年（昭和35年）6月，更縮短至6小時30分鐘。成為東京-大阪日間行駛的「商務特急」，也是在東海道新幹線啟用前東海道本線最快的列車。1964年改為東海道新幹線各停回聲號。

### 全國普及
1960年代各主要幹線開始普遍開行特急列車。

#### 主要的特急列車
- 白鳥：1961年（昭和36年）10月開始，運行大阪‧上野 - 直江津 - 青森的特急列車，列車於直江津連結、拆分，與同時開行的鷗 (京都 - 博多 - 長崎‧宮崎)並列為日本最初的中途拆分‧連結列車。1965年上野 - 金澤獨立為白鷹，1972年開始使用電聯車，直到2001年停運為止，以1040km的距離成為日本運行距離最長的日間特急列車。
- 富士：1964年（昭和39年）10月開始，運行東京 - 大分的寢台特急列車，1965年延駛西鹿兒島，1980年縮短至宮崎，此前以1574.2km的距離成為日本運行距離最長的特急列車。1997年縮短至大分，2009年停運。

### 1970年代之後
L特急於1972年開始出現，相較一般特急列車停站較多、運營距離較短、自由座較多，以因應新幹線開通之後長途特急失去客源的問題。隨著新幹線陸續開通，JR許多路線第三部門化，路線上的特急被縮短距離、停運、改為新幹線列車。另外也有一些急行列車升格為特急列車。2016年最後的急行列車玫瑰號列車停運之後，JR系統的在來線定期優等列車全部皆為特急列車。

## JR各社現行運營的特急列車

### JR東日本
- 奧羽本線

津輕、超級津輕（秋田-青森）
- 羽越本線

稻穗（新潟-酒田、秋田）
- 東北本線

日光（新宿-東武日光，與東武日光線直通）
鬼怒川、SPACIA鬼怒川（新宿-鬼怒川溫泉，與東武鬼怒川線直通）
- 常磐線

常陸（品川、上野-磐城、仙台）
常磐（品川、上野-土浦、勝田、高萩）
- 總武本線、成田線

成田特快（八王子、新宿、大船-成田空港）
潮騷（東京-佐倉、成東、銚子）
- 京葉線、外房線

若潮（東京-上總一之宮、勝浦、安房鴨川）
- 京葉線、內房線

細波（東京-君津）
- 高崎線、吾妻線

赤城（上野-高崎）
草津‧四萬（上野-長野原草津口）
- 東海道本線、伊東線

踴子（東京、池袋-伊豆急下田、修善寺）
湘南（東京、品川、新宿-小田原、平塚）
日出瀨戶、出雲（東京-高松、出雲市）
- 中央本線

梓（千葉、東京、新宿-松本、南小谷）
甲斐路（東京、新宿-甲府、龍王）
富士回遊（新宿-河口湖，與富士急行線直通）
八王子（東京-八王子）
青梅（東京-青梅）
- 信越本線

白雪（新井、上越妙高-新潟）

### JR西日本
- 七尾線

能登篝火（金澤-和倉溫泉，與IR石川鐵道直通）
- 湖西線

雷鳥（大阪-敦賀）
- 東海道本線（京都線、神戶線）

輕巧琵琶湖（米原、草津-大阪）
樂樂播磨（新大阪-姬路）
- 山陰本線、舞鶴線

舞鶴（京都-東舞鶴）
橋立（京都-宮津、天橋立、豐岡，與京都丹後鐵道直通）
城崎（京都-福知山、豐岡、城崎溫泉）
- 關西本線（大和路線）

樂樂大和（奈良-新大阪）
- 阪和線、關西空港線、紀勢本線

遙（野洲、草津、京都-關西空港）
黑潮（京都、新大阪-和歌山、海南、白濱、新宮）
- 福知山線

東方白鸛（新大阪-福知山、豐岡、城崎溫泉）
- 播但線

濱風（大阪-香住、濱坂、鳥取）
- 因美線

超級白兔（京都-鳥取、倉吉，與智頭急行直通）
超級因幡（岡山-鳥取，與智頭急行直通）
- 山陰本線、山口線

超級松風（鳥取-米子、益田）
隱岐（鳥取、米子-新山口）
- 伯備線

八雲（岡山-出雲市）

### JR東海
- 身延線

富士川（靜岡-甲府）
- 飯田線

伊那路（豐橋-飯田）
- 中央本線、篠之井線

信濃（名古屋-長野）
- 高山本線

飛驒(名古屋、大阪-高山、飛驒古川、富山)
- 關西本線、紀勢本線

南紀（名古屋-紀伊勝浦、新宮）
- 東海道本線、北陸本線

白鷺（名古屋、米原-敦賀）

### JR九州
- 鹿兒島本線

閃耀（門司港、小倉-博多）
- 長崎本線

接力海鷗（博多-武雄溫泉）
喜鵲（博多-肥前鹿島）
- 佐世保線、大村線

綠（博多-佐世保）
豪斯登堡（博多-豪斯登堡）
- 築豐本線

魁皇（直方-博多）
- 久大本線

由布（博多-大分、別府）
- 豐肥本線

九州橫斷特急（熊本-別府）
- 日豐本線

音速（博多-柳浦、大分、佐伯）
日輪（博多、小倉、大分-佐伯、宮崎、南宮崎、宮崎機場）
日向（延岡-宮崎、南宮崎、宮崎機場）
日輪喜凱亞（博多-宮崎機場）
霧島（宮崎-鹿兒島中央）
- 指宿枕崎線

指宿之玉手箱（鹿兒島中央-指宿）

### JR四國
- 瀨戶大橋線、予讚線

潮風（岡山-松山）
石鎚（高松-松山）
宇和海（松山-宇和島）
- 瀨戶大橋線、高德線

渦潮（高松、岡山-德島）
- 瀨戶大橋線、土讚線

南風（岡山-高知）
四萬十（高松-高知、中村）
足摺（高知-中村、宿毛）
- 德島線、牟岐線

劍山（德島-阿波池田）

### JR北海道
- 宗谷本線

宗谷（札幌-稚內）
佐呂別（旭川-稚內）
- 石北本線

鄂霍次克（札幌-網走）
大雪（旭川-網走）
- 函館本線

丁香、神威（札幌-旭川）
- 石勝線、根室本線

十勝（札幌-帶廣）
大空（札幌-釧路）
- 千歲線、室蘭本線、函館本線

鈴蘭（室蘭-札幌）
北斗（函館-札幌）

## JR、國鐵特急用列車

### 電聯車
- 181系
- 185系
- 189系
- 251系
- 253系
- 255系
- E257系
- E259系
- E261系
- 271系
- 273系
- 281系
- 283系
- 285系
- 287系
- 289系
- E351系
- E353系
- 371系
- 373系
- 381系
- 383系
- 385系
- 481系
- 485系
- 489系
- 583系
- 651系
- E653系
- E655系
- E657系
- 681系
- 683系
- E751系
- 783系
- 785系
- 787系
- 789系
- 883系
- 885系
- 8000系
- 8600系

### 柴聯車
- キハ82系
- キハ85系
- キハ181系
- キハ183系
- キハ185系

- キハ187系
- キハ189系
- キハ261系
- キハ281系
- キハ283系
- 2000系
- 2600系
- 2700系

### 混合動力車輛
- HC85系

## 私铁的特急列车
日本的中小私铁和主打通勤客运的大手私铁（如阪急、山阳、京王、京急）的“特急电车”为了与他社竞争和方便乘客通勤，基本上都不需要特急料金，不过这些通勤型私铁的特急列车基本上只相当于JR集团同样不需要料金的的“特快”或者“新快速”种别。一些私铁亦存在特急以上的列车种别，如京急的“快特”。而对于部分覆盖范围较广，可以执行远距离客运的私铁，如近铁、东武等社的特急则需要和JR的特急一样征收特急料金并配有若干节头等车厢。

### 付費特急
| 運行公司    | 運行路線（通過站） | 備註             |
| ----------- | ------------------ | ---------------- |
| ×定山溪鐵道 | ×定山渓溪鐵線      | 1961年10月廢止。 |

| 運行公司     | 愛稱                               | 愛稱                                 | 運行路線                                              | 備註                                       |
| 運行公司     | 通用名稱                           | 列車愛稱                             | 運行路線                                              | 備註                                       |
| ------------ | ---------------------------------- | ------------------------------------ | ----------------------------------------------------- | ------------------------------------------ |
| 會津鐵道     |                                    | 自由會津                             | 會津線（一部分列車各停）                              | 使用東武500系運行。                        |
| 野岩鐵道     |                                    | 自由會津                             | 會津鬼怒川線（一部分列車各停）                        | 使用東武500系運行。                        |
| 東武鐵道     |                                    | 自由會津                             | 伊勢崎線、日光線 鬼怒川線※                            | 使用東武500系運行。                        |
| 東武鐵道     | 新自由                             |                                      | 伊勢崎線、日光線 鬼怒川線※                            | 使用東武500系運行。                        |
| 東武鐵道     | Revaty華嚴・Revaty鬼怒・Revaty會津 | 伊勢崎線、日光線、鬼怒川線、宇都宮線 | 使用東武500系、100系運行                              |                                            |
| 東武鐵道     | 兩毛 自由兩毛                      | 伊勢崎線 桐生線 佐野線               | 使用東武200系運行                                     |                                            |
| 東武鐵道     | 晴空塔LINER                        | 伊勢崎線                             | 特急Liner                                             |                                            |
| 東武鐵道     | 都市公園LINER                      | 伊勢崎線、野田線                     | 特急Liner                                             |                                            |
| 東武鐵道     |                                    | 川越特急                             | 東上本線                                              | 1956年無料化。1962年改為急行。1967年廢止。 |
| 西武鐵道     | 西武特急                           | 秩父                                 | 池袋線、西武秩父線、狭山线                            |                                            |
| 西武鐵道     | 西武特急                           | 小江戶                               | 新宿線                                                |                                            |
| 京成電鐵     | Skyliner                           | Skyliner                             | 本線、成田機場線                                      |                                            |
| 京成電鐵     | Skyliner                           | ×Skyliner                            | 本線                                                  | 2015年12月5日廢止。                        |
| 小田急電鐵   | 浪漫特快                           | 箱根 江之島 Morning Way·Home Way     | 小田原線（箱根） 江之島線（江之島） 多摩線（homeway） |                                            |
| 東京地下鐵   | 浪漫特快                           | 箱根 江之島 Morning Way·Home Way     | 千代田線（Metro系）                                   |                                            |
| 箱根登山鐵道 | 浪漫特快                           | 箱根 江之島 Morning Way·Home Way     | 鐵道線                                                |                                            |

| 運行公司      | 愛稱                | 愛稱                         | 運行路線 | 運行路線         | 備註                                                   |
| 運行公司      | 通用名稱            | 列車愛稱                     | 通過站 | 各站停車         | 備註                                                   |
| ------------- | ------------------- | ---------------------------- | --- | ---------------- | ------------------------------------------------------ |
| 富士急行      |                     | フジサン特急富士山ビュー特急 | 富士急行線 | 河口湖線         | 河口湖線区間免特急費                                   |
| 長野電鐵      |                     | 湯煙 雪猴                    | 長野線 | N/A              |                                                        |
| ×富山地方鐵道 |                     | ×宇奈月 ×黑部                | 本線 | N/A              | 2022年4月15日廢止                                      |
| ×富山地方鐵道 | ×阿爾卑斯特急 ×立山 | 本線 立山線                  | | N/A              | 2022年4月15日廢止                                      |
| 名古屋鐵道    | 名鐵特急            | μSKY                         | 名古屋本線、常滑線、機場線、犬山線、廣見線                                                                    | N/A              | 2008年12月27日時刻表改正前全車特別車的特急稱為快速特急 |
| 名古屋鐵道    | 名鐵特急            | limited express              | 名古屋本線、豐川線、尾西線、蒲郡線、常滑線、機場線、河和線、知多新線、津島線、犬山線、廣見線、各務原線        |                  |                                                        |
| 名古屋鐵道    | 名鐵特急            | 高速                         | ×名古屋本線、×豐川線 ×西尾線、×蒲郡線 ×常滑線、×機場線 ×河和線、×知多新線 ×津島線、×犬山線、×廣見線 ×各務原線 | ×尾西線、×小牧線 | 2008年12月27日廢止                                     |

| 運行公司                      | 愛稱          | 愛稱                           | 運行路線                                                                                         | 運行路線                   | 備註                                                                            |
| 運行公司                      | 通用名稱      | 列車愛稱                       | 通過站                                                                                           | 各站停車                   | 備註                                                                            |
| ----------------------------- | ------------- | ------------------------------ | ------------------------------------------------------------------------------------------------ | -------------------------- | ------------------------------------------------------------------------------- |
| 近畿日本鐵道                  | 近鐵特急      |                                | 難波線、奈良線 京都線、橿原線 大阪線、名古屋線 南大阪線、吉野線 山田線、鳥羽線、志摩線 ×湯之山線 |                            | 有車輛暱稱，但沒有列車暱稱。 湯之山線的特急於2004年停運。                       |
| 近畿日本鐵道                  | 近鐵特急      | 島風                           | 難波線、奈良線 京都線、橿原線 大阪線、名古屋線 山田線、鳥羽線・志摩線                            |                            | 作為前往伊勢志摩和吉野的旅客的“觀光特急”運行。 除特急券外，還需要加購專用車票。 |
| 近畿日本鐵道                  | 近鐵特急      | 蔚藍交響曲                     | 南大阪線、吉野線                                                                                 |                            | 作為前往伊勢志摩和吉野的旅客的“觀光特急”運行。 除特急券外，還需要加購專用車票。 |
| 南海電氣鐵道                  |               | Rapi:t                         | 南海本線                                                                                         | 機場線                     |                                                                                 |
| 南海電氣鐵道                  | 高野 りんかん | 南海本線 高野線                |                                                                                                  |                            |                                                                                 |
| 南海電氣鐵道                  | 泉北Liner     | 南海本線 高野線 泉北高速鐵道線 |                                                                                                  | 全区間の運行を南海に委託。 |                                                                                 |
| 泉北高速鐵道                  | 泉北Liner     | 南海本線 高野線 泉北高速鐵道線 |                                                                                                  | 全区間の運行を南海に委託。 |                                                                                 |
| WILLER TRAINS（京都丹後鐵道） |               | 丹後接力                       | 宮福線、宮豐線                                                                                   |                            |                                                                                 |

| 運行事業者 | 運行路線（通過站） | 備註                |
| ---------- | ------------------ | ------------------- |
| ×一畑電車  | ×北松江線          | 1973年5月15日廢止。 |

## 特別急行券
特別急行券（とくべつきゅうこうけん），簡稱特急券（とっきゅうけん），是乘坐特急列車必須購買的券。

### 概要
在20世紀初的歐洲鐵路中，購買基本票價的車票和快速列車的特快車票曾經很常見 。但是，加購車票的價錢是來支付豪華車廂，而並非更快的速度。但是歐洲後來為了方便乘客，把特快車票和乘車車票放進同一張車票。

### JR和部分私鐵

#### 特急券（指定席）

###### 概要
舊國鐵和JR為了區別急行列車和特急列車，所有特急列車都必須要訂票，全車指定席。
自1972年設立L特急以來，自由席的列車數量增加，以及1985年設立的新特急等以自由席為中心的列車設置。但是最高速的列車新幹線「隼」、「疾風」、「小町」和連結成田機場的「NEX」等列車，基本仍為全車指定座位的列車指定座位系統。